# Amerikaansche meisjes
Pour plus de détails, voir Fiche technique et Distribution.
Amerikaansche meisjes est un film muet néerlandais réalisé par Maurits Binger et Louis Davids, sorti en 1918.

## Synopsis
Beppie, Lola et Margie, sœurs et filles d'un millionnaire, font un voyage en Europe.

## Fiche technique
- Titre original : Amerikaansche meisjes
- Titre anglais : American Girls
- Réalisation : Maurits Binger et Louis Davids
- Scénario : Maurits Binger et Louis Davids
- Musique : Ben Geijsel
- Pays d'origine :  Pays-Bas
- Société de production : Hollandia
- Producteur : Maurits Binger
- Longueur : 2 157 mètres
- Format : Noir et blanc - 1,33:1 - Muet
- Date de sortie :
  - Pays-Bas : 4 novembre 1918

## Distribution
- Lola Cornero : Lola
- Beppie De Vries : Beppie
- Margie Morris : Margie
- Adelqui Migliar : Adelqui
- Annie Bos : Anny
- Jan van Dommelen : Jan Dommel
- Louis Davids : Tinus et différents rôles
- Cor Smits : le millionnaire Brown
- Paula de Waart : Polly Dewar
- Marcello Lanfredi
- Max van Gelder
- Leni Marcus
- Carl Tobi